# Вселенский потоп
Вселе́нский пото́п (фр. La Prophétie des grenouilles) — мультипликационный фильм, созданный в 2003 году на студии Фолимаж («Folimage Valence Production») во Франции.

## Сюжет
Жило-было одно семейство — Фердинанд, его жена Жюльетт и их приёмный сын Том, который зовёт приёмного отца «дедушкой». Однажды их друзья решили поехать в путешествие по Африке на машине, а свою дочь Лили оставить у Фердинанда. Сам Фердинанд с семьей остаётся у друзей, потому что они содержат небольшой зоопарк и за животными требуется уход. И вот они уехали. Но случается так, что волею судеб было уготовано большое наводнение. Лягушки предчувствуют беду и пытаются предупредить людей о предстоящем бедствии, но их усилия напрасны. Какой человек может поверить в то, что лягушки умеют говорить?
Беда наступила. Кругом сплошная вода. Люди и все звери из зоопарка спасаются в большом овощехранилище-сарае, который покачивался на огромной камере из-под колеса для трактора. По счастью, в сарае оказывается много картофеля. Фердинанд берёт на себя роль капитана. Он устанавливает правила, что все звери должны сосуществовать мирно, питаться картофелем и не причинять друг другу беды и вреда, иначе их всех ждёт неминуемая гибель. Все, и травоядные, и плотоядные животные соглашаются с этим. Но беда не приходит одна. Невесть каким образом около сарая оказывается черепаха. С виду она выглядит очень жалкой. Но на самом деле черепаха преследует коварные планы. Она выкрала у крокодилов их последние оставшиеся при наводнении яйца и, рассорила плотоядных и травоядных обитателей «Ноева Ковчега». Затем черепаха натравливает крокодилов на них всех. Однако несмотря на всё, разум побеждает и злобную черепаху разоблачают. Плотоядные звери (лис, кошки, волк, медведь, лев, тигр) понимают свою ошибку. Наводнение спадает. Все люди и звери радуются своему спасению. В этот момент из путешествия возвращаются друзья Фердинанда. Девочка Лили радостно бросается к ним, ведь она считала, что родители погибли. Но путешественники лишь удивлённо разводят руками: там, где они путешествовали, вовсе никакого наводнения и не было.
Смысл мультфильма заключается в том, как важно в жизни, несмотря ни на что, оставаться человеком, сохранять человеческие отношения, а не опускаться до уровня животного.